# Deadwood (serie televisiva)
Deadwood è una serie televisiva statunitense di genere western creata da David Milch, che ha debuttato il 21 marzo 2004 sul canale via cavo HBO ed è terminata il 27 agosto 2006 con la terza stagione. La serie mescola personaggi realmente esistiti e altri fittizi, eventi storici e inventati. Deadwood ha ottenuto 11 nomination agli Emmy Award, vincendone tre.

## Trama
La serie inizia nel 1876, due settimane dopo la battaglia del Little Bighorn, dove ebbe luogo la sconfitta del Generale Custer. Deadwood è una città che deve ancora nascere, che vive senza leggi e non riconosciuta dallo Stato, popolata da fuorilegge, prostitute e ogni sorta di criminale. In un luogo dove non vi sono leggi, l'unica legge che vale è quella del più forte, che in questo caso è Al Swearengen, uno dei pionieri fondatori della città, padrone dell'unico saloon dove gestisce i suoi loschi affari.
Ma altri personaggi arrivano in città con l'intento di ricominciare una nuova vita: tra loro vi sono Seth Bullock, ex-sceriffo che vuole aprire un'attività commerciale, il cercatore d'oro Wild Bill Hickok assieme agli amici Calamity Jane e Charlie Utter, Alma Garrett, newyorkese che arriva in città per assecondare le voglie avventurose del marito. I destini e le strade di queste persone si incroceranno inevitabilmente.

## Episodi
| Stagione         | Episodi | Prima TV originale | Prima TV Italia |
| ---------------- | ------- | ------------------ | --------------- |
| Prima stagione   | 12      | 2004               | 2005            |
| Seconda stagione | 12      | 2005               | 2006            |
| Terza stagione   | 12      | 2006               | 2015            |
| Film TV          | Film TV | 2019               | 2019            |

## Personaggi e interpreti

### Personaggi principali
- Seth Bullock (stagioni 1-3), interpretato da Timothy Olyphant, doppiato da Loris Loddi.
- Al Swearengen (stagioni 1-3), interpretato da Ian McShane, doppiato da Dario Penne.
- Alma Garret (stagioni 1-3), interpretata da Molly Parker, doppiata da Alessandra Cassioli.
- Whitney Ellsworth (stagioni 1-3), interpretato da Jim Beaver, doppiato da Sandro Sardone.
- Dan Dority (stagioni 1-3), interpretato da W. Earl Brown, doppiato da Roberto Draghetti.
- Charlie Utter (stagioni 1-3), interpretato da Dayton Callie, doppiato da Ennio Coltorti.
- Joanie Stubbs (guest star stagione 1, stagioni 2-3), interpretata da Kim Dickens.
- Doc Cochran (stagioni 1-3), interpretato da Brad Dourif, doppiato da Mino Caprio.
- Martha Bullock (stagioni 2-3), interpretata da Anna Gunn.
- Sol Star (stagioni 1-3), interpretato da John Hawkes, doppiato da Alberto Bognanni.
- A. W. Merrick (guest star stagione 1, stagioni 2-3), interpretato da Jeffrey Jones, doppiato da Paolo Lombardi.
- Trixie (stagioni 1-3), interpretata da Paula Malcomson, doppiata da Chiara Colizzi.
- Tom Nuttall (stagioni 1-3), interpretato da Leon Rippy, doppiato da Dario De Grassi.
- E. B. Farnum (stagioni 1-3), interpretato da William Sanderson, doppiato da Sergio Di Stefano.
- Calamity Jane (stagioni 1-3), interpretata da Robin Weigert, doppiata da Claudia Razzi.
- Johnny Burns (guest star stagione 1, stagioni 2-3), interpretato da Sean Bridgers, doppiato da Edoardo Nordio.
- Francis Wolcott (stagione 2), interpretato da Garret Dillahunt, doppiato da Teo Bellia.
- Silas Adams (guest star stagione 1, stagioni 2-3), interpretato da Titus Welliver, doppiato da Fabrizio Temperini.
- Harry Manning (guest star stagione 2, stagione 3), interpretato da Brent Sexton.
- Sofia Metz (guest star stagione 1, stagioni 2-3), interpretata da Bree Seanna Wall.
- William Bullock (stagione 2), interpretato da Josh Eriksson.
- Cy Tolliver (stagioni 1-3), interpretato da Powers Boothe, doppiato da Romano Malaspina.
- Wild Bill Hickok (stagione 1), interpretato da Keith Carradine, doppiato da Michele Kalamera.

### Personaggi secondari
- Pavel Lychnikoff - Blazanov
- Larry Cedar - Leon
- Peter Jason - Con Stapleton
- Geri Jewell - Jewel Caulfield
- Keone Young - Mr. Wu Tong
- Garret Dillahunt - Jack McCall
- Richard Gant - Hostetler
- Sarah Paulson - Miss Isringhausen
- Franklyn Ajaye - Samuel Fields
- Ray McKinnon - Reverendo Smith
- Alice Krige - Maddie
- Zach Grenier - Andy Cramed
- Stephen Tobolowsky - Hugo Jarry
- Ralph Richeson - Pete Richardson
- Michael Harney - Steve Fields
- Gerald McRaney - George Hearst
- Gill Gayle - The Huckster
- Gale Harold - Wyatt Earp
- Brian Cox - Jack Langrishe
- Alan Graf - Capitano Turner
- Cleo King - Zia Lou
- Austin Nichols - Morgan Earp
- Jennifer Lutheran - Jen

## Accoglienza
Deadwood venne accolta dalla critica con commenti estremamente positivi. In particolare furono lodati la cura dei costumi e dell'ambientazione, le caratterizzazione dei personaggi, le loro interpretazioni e l'intreccio. Nonostante le valutazioni molto positive, però, la serie venne chiusa al termine della terza stagione, quando il progetto iniziale prevedeva anche una quarta stagione.

## Film TV
Nel 2019 è stato prodotto un film TV continuativo intitolato Deadwood - Il film. Il film, diretto da Daniel Minahan, racconta le vicende avvenute circa dieci anni dopo gli eventi della serie originale.

## Riconoscimenti
2004
- Emmy Award - Miglior regia per una serie drammatica - Walter Hill
- Emmy Award - Migliori musiche per una serie televisiva - Deadwood
- Peabody Award - Area di eccellenza - Deadwood
- TCA Award - Individual Achievement in Drama - Ian McShane
- Golden Globe - Miglior attore per una serie drammatica - Ian McShane
- DGA Award - Miglior regia per una serie drammatica - Walter Hill

2005
- Emmy Award - Miglior trucco
- Emmy Award - Migliori acconciature
- Emmy Award - Migliori costumi
- Emmy Award - Miglior fotografia
- Emmy Award - Migliore direzione artistica

2006
- AFI TV Award

2007
- AFI TV Award
- Emmy Award - Miglior trucco